# Dhuhr

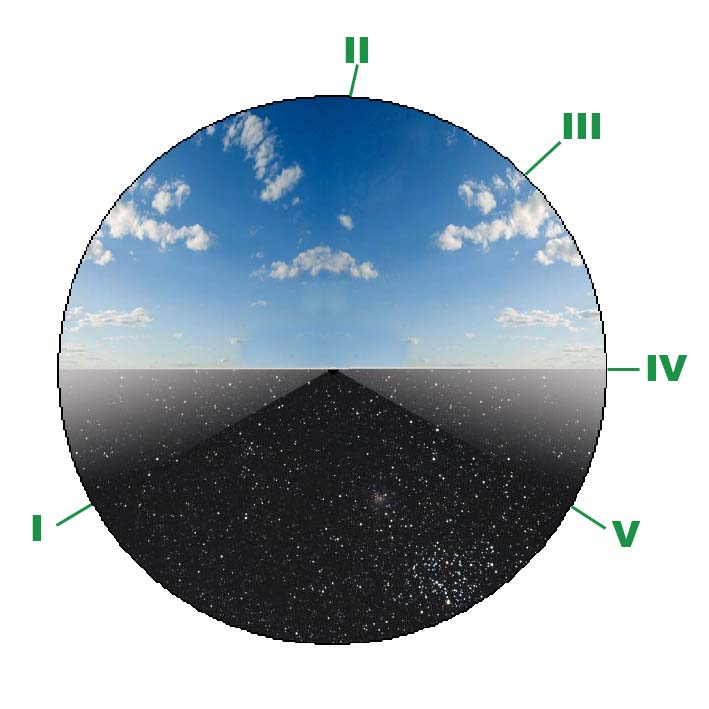
De vijf tijden van de salat ten opzichte van de dag en nacht, dhuhr is aangegeven met II

Dhuhr (Arabisch:ظهر) is binnen de islam het middaggebed dat onderdeel is van de vijfmaaldaagse salat en daarmee onderdeel van de Vijf zuilen van de islam. Het wordt als tweede op een dag verricht.
Dhuhr wordt genoemd in Soera De Nachtreis 78, waar het wordt aangeduid als het gebed bij het verbleken van de zon.
Dhuhr bestaat uit vier verplichte ra’kaat. De leider van de salat, imam genoemd, reciteert niet hardop, maar spreekt onder andere het Allahoe akbar wel hardop uit, zodat de gemeenschap hem kan volgen in zijn handelingen. Vóór de verplichte ra’kaat kan een moslim vier soennah ra’kaat verrichten en ook na het verplichte gebed kunnen twee extra soennah ra’kaat verricht worden. Volgens sommige madhhabs is het een reiziger toegestaan dhuhr in te korten tot twee ra’kaat.
Vrijdags wordt van mannen verwacht dat zij deze salat gezamenlijk in de moskee verrichten, de zogenaamde salat al-djuma; deze bestaat uit twee ra’kaat en verschillende delen, zoals de Koranrecitatie, worden hardop door de imam verricht. Mannen pogen op het tijdstip van de gezamenlijke salat in de moskee te zijn, maar door regen of werk kan men volgens sommige madhhabs verontschuldigen. Voorafgaand wordt een khutbah gelezen.
Dit gebed wordt verricht juist na de hoogste zonnestand van die dag. In principe kan dhuhr tot de volgende salat, asr verricht worden.